# Ufuk Budak
Ufuk Budak (Heidenheim an der Brenz, 26 maggio 1990) è un calciatore azero, centrocampista svincolato.

## Carriera

### Club
Ha iniziato la carriera nelle serie minori tedesche, per poi giocare nella massima serie turca.

### Nazionale
Nel 2010 ha giocato una partita in Under-21.
Dal 2011 al 2016 ha fatto parte della nazionale del suo Paese.